# Melopolder

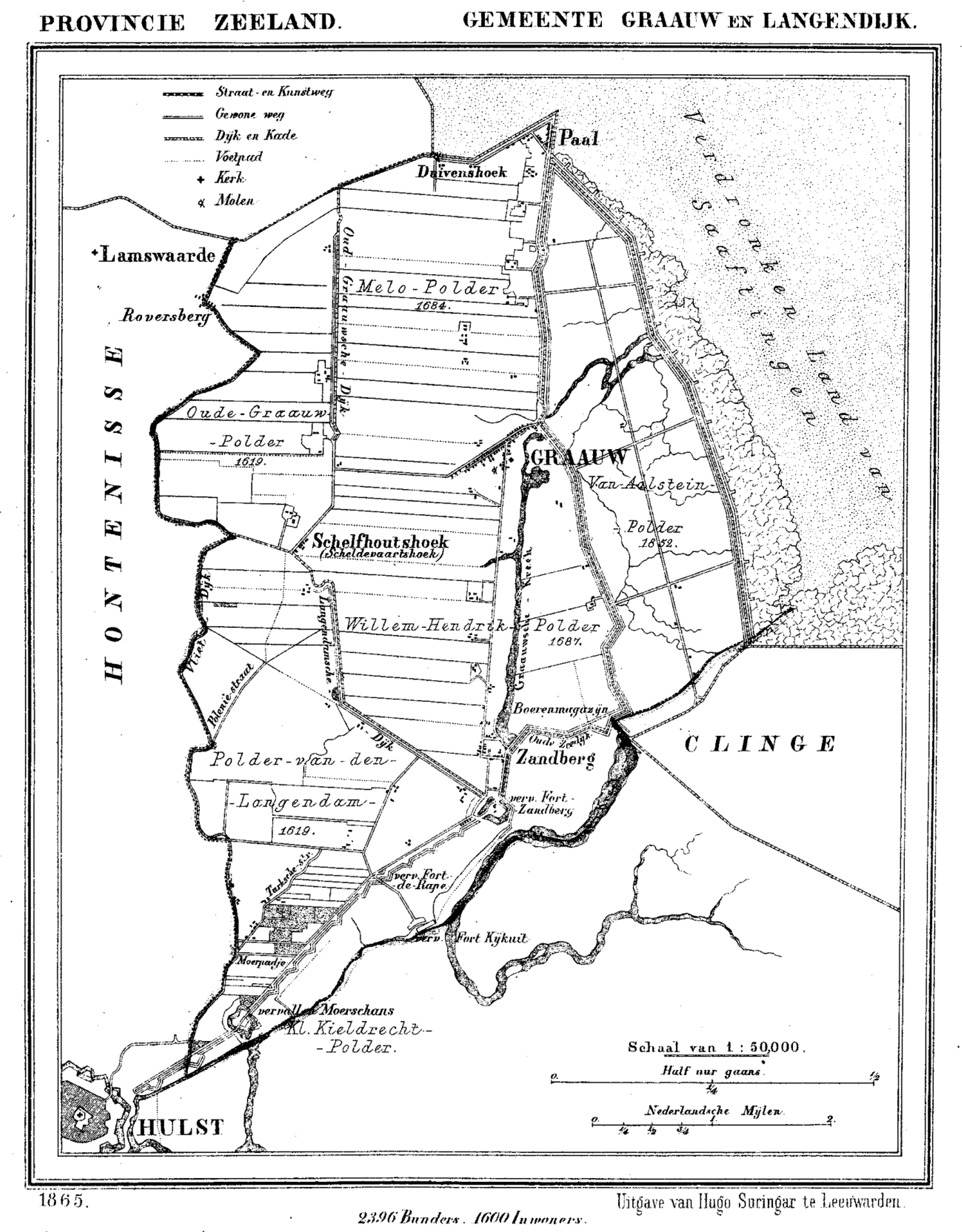
De Melopolder in 1865.

De Melopolder is een polder ten noorden van Graauw.

## Geschiedenis
De Melopolder maakt onderdeel uit van de zogeheten Graauwsche Polders en was de derde polder in dit complex die werd drooggelegd. In 1638 kregen de ingelanden van de Namenpolder de toestemming om zeker aanwas of slik, genaamd de Graauw, te mogen bedijken. Pas in 1645 ontstond de Nieuwe Grauwepolder, die 428 ha groot was.
Op 26 januari 1682 braken de dijken door tijdens een stormvloed, maar in 1684 werd het noordelijk deel herdijkt. Het is 428 ha groot. De polder is vernoemd naar landvoogd Francisco de Melo. Deze naam werd reeds gebezigd in 1645, toen het gebied nog niet Staats was: Hulst en het Land van Hulst kwamen pas in dat jaar in Staatse handen.

## Geografie
De Melopolder lag aan de kust, maar doordat de Kleine Molenpolder in 1862 werd ingepolderd, ligt tegenwoordig nog slechts de uiterste noordoosthoek aan de Westerschelde. Daar bevindt zich de buurtschap Paal, waar zich ook een haventje bevindt.
De plaats Graauw bevindt zich voornamelijk op en aan de overzijde van de Graauwse Dijk, welke de zuidelijke begrenzing van deze polder vormt.
Burghpolder · Clinge- en Kieldrechtpolders · Clingepolder · Dullaertpolder · Eekenissepolder · Graauwsche Polders · Havenpolder · Hertogin Hedwigepolder · Hoof- en Molenpolder · Hooglandpolder · Kieldrechtpolders · Kievitpolder · Kleine Molenpolder · Koningin Emmapolder · Langendampolder · Louisapolder · Mariapolder (Hulst) · Melopolder · Mispadpolder · Molenpolder (Hulst) · Nijspolder · Noordhofpolder · Oude Graauwpolder · Oudelandpolder · Polders tussen Lamswaarde en Hulst · Polders van Hontenisse en Ossenisse · Saaftingepolders · Saeftingepolder · Ser-Pauluspolder · Stoofpolder · Van Alsteinpolder · Vitshoek · Willem-Hendrikspolder · Zandpolder · Zoutepolder